# Elaphe schrenckii
Elaphe schrenckii är en ormart som beskrevs av Strauch 1873. Elaphe schrenckii ingår i släktet Elaphe och familjen snokar.
Arten förekommer i östra Mongoliet, östra Ryssland (Sibirien), centrala och nordöstra Kina samt på Koreahalvön. Honor lägger ägg.

## Underarter
Arten delas in i följande underarter:
- E. s. schrenckii
- E. s. anomala